# 松山吉三郎
松山 吉三郎（まつやま きちさぶろう、1917年2月2日 - 2006年12月20日）は、元騎手（東京競馬倶楽部、日本競馬会、国営競馬）、元調教師（国営競馬、日本中央競馬会（JRA））。JRA調教師顕彰者。
妹はバレエダンサーの松山樹子（松山バレエ団）。父の松山徳蔵は戦前の日本競馬会の元調教師。二男の松山康久はJRAの調教師（ミスターシービーやジェニュインを管理、調教師顕彰者）。

## 経歴
鹿児島県姶良郡隼人町（現・霧島市）出身。実家はもとは庄屋であったが、父・徳蔵が上京し目黒競馬場・尾形藤吉厩舎の厩務員となったため、東京へ移り住んだ。
1929年、東京都目黒区立油面尋常小学校卒業とともに尾形藤吉厩舎の見習騎手となる。尾形の指示により1933年まで千葉県の若草牧場で牧夫として働き、1934年に騎手免許を取得。1935年4月2日、レイロウで初騎乗、1936年3月28日、アカイシタケで初勝利。しかし大久保亀吉、保田隆芳ら名騎手を数多く抱えていた尾形厩舎の中にあって騎乗機会に恵まれず、また肺結核を患ったこともあって騎手としては目が出ず、専ら尾形のもとで厩舎の実務を取り仕切る現場責任者の役割を果たした。
なお、1936年に父・徳蔵が調教師免許を取得し鳴尾競馬場で厩舎を開業すると尾形厩舎を離れて移籍したが、1938年に厩舎の所属騎手が起こした八百長事件を理由に徳蔵が調教師免許取り消しの処分を受けたため、松山は尾形厩舎に復帰した。
太平洋戦争では肺結核の既往症を理由に兵役を免除され、競馬開催が一時停止に追い込まれると東北地方で日本競馬会の運送業（輓馬機動隊）に従事した。
1950年8月10日、調教師免許を取得し、東京競馬場で開業。1951年1月5日、ヤシマザクラで初出走、同年5月12日初勝利を挙げる。1952年、スウヰイスーで桜花賞、優駿牝馬（オークス）、安田賞（現在の安田記念）に勝利。しかしスウヰイスーは実際には師匠である尾形藤吉の管理馬であり、いわば調教師の名義を貸していたに過ぎなかった（当時名義貸しは現在とは異なり違法ではなかった）。
その後徐々に調教師として自立していった松山は、スターロッチ、モンテプリンス、ダイナガリバーなど数多くの名馬を送り出した。
JRAが調教師の70歳定年制を導入したため、1994年2月27日に引退式を行い、翌28日付で調教師を引退。調教師としての通算勝利度数1358勝は、尾形藤吉、藤沢和雄に次ぐJRA史上第3位の記録である。
2004年、調教師顕彰者として殿堂入りした。
2006年12月20日17時10分、89歳で肺炎のため亡くなった。

## 成績

### 騎手成績
資料がないため不明

### 調教師成績
通算成績9157戦1358勝、重賞55勝

#### 主な勝ち鞍
- 天皇賞（春）（1959年トサオー、1982年モンテプリンス、1984年モンテファスト）
- 有馬記念（1960年スターロッチ、1986年ダイナガリバー）
- 宝塚記念（1982年モンテプリンス）
- 東京優駿（日本ダービー）（1962年フエアーウイン、1986年ダイナガリバー）
- 優駿牝馬（オークス）（1952年スウヰイスー、1960年スターロッチ）
- 桜花賞（1952年スウヰイスー）
- 中山大障害（春）（1955年、シマユキ）

#### 受賞
- 優秀調教師賞（関東）（1958年、1959年、1961年-1965年、1987年、1992年）
- 調教技術賞（関東）（1965年、1967年、1969年-1973年、1978年、1979年、1985年）
- 重賞獲得調教師賞（1986年）
- スポーツ功労者 文部科学大臣顕彰（1992年度）

## 主な厩舎所属者
※太字は門下生。括弧内は厩舎所属期間と所属中の職分。
- 飯塚好次（1955年-1964年 騎手）
- 吉永正人（1961年-1986年 騎手、1986年-1989年 調教助手）
- 中神輝一郎（1962年-1967年 騎手）
- 沢峰次（1964年-1977年 騎手、1977年-1984年 調教助手）
- 松山康久（1966年-1974年 調教助手）
- 池上昌弘（1968年-1970年 騎手）
- 竹原啓二（1973年-1983年 騎手）
- 山内研二（1974年-1975年 騎手）

### 注
1. ↑  顕彰理由として、歴代2位（当時）の中央競馬通算1,358勝をあげたこと、日本ダービーで管理馬を2回勝利に導いたこと、天皇賞・有馬記念・3歳クラシック競走の通算10勝という顕著な功績があったためとしている[1]。

### 関連文献
- 吉川良「元調教師松山吉三郎さん『我が競馬人生に悔いなし』」『優駿』1994年9月号、日本中央競馬会。